# 夏马勒乡
夏马勒乡，是中华人民共和国新疆维吾尔自治区喀什地区巴楚县下辖的一个乡镇级行政单位。

## 行政区划
夏马勒乡下辖以下地区：
喀什葛尔买里斯村、夏马勒村、古勒巴格村、英吾斯塘村、英吾斯塘贝希村、阿克库勒村、铁热克村、其汗宰村、盖买村、夏马勒牧场村、夏马力林场村和农场村。